# Ван Бёйтенен, Йоханнес Адрианус Бернардус
Йоханнес Адрианус Бернардус ван Бёйтенен (21 мая 1928, Гаага — 21 сентября 1979, Шампейн, США) — голландский и американский индолог и санскритолог. Первым начал перевод на английский язык «Махабхараты» по критическому изданию.

## Биография
Родившись в Гааге, к лету 1946 года ван Бёйтенен окончил местные школу и гимназию, во время учёбы в которой начал изучать санскрит. Следующим этапом в жизни учёного стало поступление в Утрехтский университет, где он обучался под руководством индолога и санскритолога Яна Гонды. Здесь он помимо санскрита и индийской литературы изучает арабский, персидский, яванский языки и классическую философию. 23 октября 1953 года ван Бёйтенен защитил свою докторскую диссертацию по Раманудже и его «Гита-бхашье».
После женитьбы учёный уезжает в Индию, где вместе с местными специалистами участвует в работе над «Энциклопедическим словарём санскрита», быстро продвигается и становится одним из редакторов данного словаря. За свои три года пребывания в Индии (1953—1956) ван Бёйтенен подготовил и издал в Пуне критический текст и перевод другого трактата Рамануджи под названием «Ведартхасамграха», совершил поездку в Южную Индию и добился разрешения снять на камеру и записать одну из сложнейших церемоний индуизма — жертвоприношение ваджапея, оставив также подробное описание увиденного.
В 1957—1958 годах ван Бёйтенен по полученному приглашению работает в США, совершая поездки, консультируя коллег и давая лекции в университетах. Затем на два года — 1959—1961 гг. — он возвращается в Голландию, где читает курс лекций по индийской философии в Утрехтском университете. В 1961 году ван Бёйтенен уезжает на постоянную работу в США, в Чикагский университет. Здесь в результате его деятельности будет основан Факультет языков и цивилизаций Южной Азии. Сам ван Бёйтенен в течение десяти лет будет его главой.
В эти годы научная деятельность учёного не прекращалась. Так в 1957 году он завершил критическое издание и перевод комментария на брахма-сутры древнеиндийского философа Бхаскары. В 1962 году ван Бёйтенен издал тщательное исследование Майтраяния-упанишады, а в 1968 году выйдет его труд по ваджапее. Продолжая свои исследования, связанные с Рамануджей, учёный в 1971 году издаёт в Мадрасе критический текст и перевод с детальным введением труда «Агамапраманья» автора Ямуны, предшественника Рамануджи. Последний текст является одним из древнейших произведений традиции вайшнавской панчаратры. В итоге в 1967 году у ван Бёйтенена рождается идея о переводе на английский язык на основе критического издания «Махабхараты». Он успел перевести лишь пять книг данного эпоса, изданные тремя выпусками в 1973, 1975 и 1978 годах.
Кроме всего ван Бёйтенен был членом многих обществ, входил в совет директоров Международной ассоциации санскритских исследований, Ассоциации азиатских исследований и Американской академии по изучению религии. В 1975 году он стал почётным членом Ассоциации индийцев в Америке и стал членом Американской академии наук и искусств.
Через несколько месяцев после повторной женитьбы 21 сентября 1979 года ван Бёйтенен умер в городке Шампейн, Иллинойс.

### Книги
- Tales of Ancient India. Translated by J. A. B. van Buitenen. Chicago, 1959.
- The Maitrāyaṇīya Upaniṣad: A Critical Essay, with Text, Translation and Commentary. The Hague, 1962.
- Two Plays of Ancient India: The Little Clay Cart and the Minister’s Seal. New York, 1968.
- Rāmānuja on the Bhagavadgītā: a condensed rendering of his Gītābhāṣya with copious notes and an introduction. Delhi, 1968. (Previously published in 1953 as the author’s proefschrift, Utrecht Rijksuniversiteit).
- Yāmuna’s Āgamaprāmāṇya: or, Treatise on the Validity of Pañcarātra. Madras, 1971.
- The Mahabharata, Volume 1, Book 1: The Book of the Beginning. Translated by J. A. B. van Buitenen. Chicago, 1973.
- The Mahabharata, Volume 2, Book 2: The Book of Assembly; Book 3: The Book of the Forest. Translated by J. A. B. van Buitenen. Chicago, 1975.
- The Mahabharata, Volume 3, Book 4: The Book of the Virata; Book 5: The Book of the Effort. Translated by J. A. B. van Buitenen. Chicago, 1978.
- The Bhagavadgita in the Mahabharata. Translated by J. A. B. van Buitenen, edited by James L. Fitzgerald. Chicago, 1981
- Studies in Indian Literature and Philosophy: Collected Articles of J. A. B. van Buitenen, edited by Ludo Rocher. Delhi, 1988.

### Избранные статьи
- Studies in Sāṃkhya (I). JAOS 76, 1956. pp. 153-57.
- Studies in Sāṃkhya (II). JAOS 77. 1957. pp. 15-25.
- Studies in Sāṃkhya (III). JAOS 77, 1957. pp. 88-107.
- The Name «Pañcarātra». History of Religions 1, 1962. pp. 291-99.